# Lophocampa californica
Lophocampa californica là một loài bướm đêm thuộc phân họ Arctiinae, họ Erebidae.